# Kreise (Lied)
Kreise ist ein Popsong von Johannes Oerding. Er erschien am 23. März 2017 vorab als erste Download-Single aus dem gleichnamigen Album.

## Entstehung und Veröffentlichung
Kreise wurde von Fabian Römer, David Vogt und Johannes Oerding geschrieben und von Oerding mit Mark Smith sowie dem Beatgees-Team produziert. Der Song handelt von Beziehungen zwischen Menschen, die sich trennen, aber auch nach einiger Zeit, wenn sich der Weg „kreuzt“, wieder zusammenfinden können, da sich „alles in Kreisen bewegt“ und sie „den gleichen Mittelpunkt“ haben.
Der Song wurde nicht als physische Single veröffentlicht, aber über verschiedene Kanäle zum Download angeboten. Auch erschien er auf dem gleichnamigen Album zusätzlich in einer Akustikversion.

## Musikvideo
Zum Song wurde ein Musikvideo gedreht, bei dem Felix Urbauer die Regie führte. Es wurde von Oki Films produziert, Kameraleute waren Simon Preissinger und Jonas Bendner. Es handelt sich um ein Split-Screen-Video, das in Hamburg und Lissabon gedreht wurde. In Hamburg sind unter anderem die die Hochstraße Elbmarsch, der U-Bahnhof HafenCity Universität und weitere Drehorte am Hafen zu sehen, in Lissabon ebenfalls die U-Bahn und die Ponte 25 de Abril. Die Hauptpersonen, ein Mann und eine Frau, tun jeweils ähnliche Dinge an ähnlichen Orten in der unterschiedlichen Umgebung; am Ende treffen sie sich in einem Fahrstuhl. Das Video wurde bei YouTube mehr als 9,6 Millionen Mal abgerufen (Stand: November 2019).

## Rezeption
Der Song erreichte in Deutschland Platz 91 der Charts und war eine Woche platziert. In Österreich erreichte er Platz 42 (elf Chartwochen). In der Schweiz erreichte der Song zwar nicht die Charts, wurde aber mit einer Goldenen Schallplatte für mehr als 10.000 verkaufte Einheiten ausgezeichnet.